# НХЛ Зимски класик 2008.
НХЛ Зимски класик 2008. или због спонзора познатији као AMP Energy NHL Winter Classic је први по реду Зимски класик. Зимски класик је утакмица у НХЛ-у која се једном годишње, 1. јануара, игра на отвореном.
Утакмица је одиграна на стадиону клуба Америчког фудбала Бафало билса - Ралф Вилсон стадиону, између Бафало сејберса и Питсбург пингвинса. Утакмицу је пратило 71.217 гледалаца, чиме је постављен рекорд по броју гледаоца у НХЛ-у.

## Ток утакмице
Први су повели Питсбург пингвинси. Након асистенције Сидни Кросбија, погодак је постигао Колби Армстронг. У другој трећини Бафало сејбрси стижу до изједначења, а стрелац је био Брајан Кембел. У трећој трећини није било погодака, па је утакмица отишла у продужетак.
У продужетку такође није било голова, па су победника одлучили пенали. Једино је Сидни Кросби постигао погодак, тако да је Питсбург победио у овом дуелу.
| 1. јануар 2008 13:00                   |                                   |                                                 |                                         |
| Бафало сејберси                        | 1:2 ПЕН (0:1, 1:0, 0:0, 0:0, 0:1) | Питсбург пенгвинси                              | Ралф Вилсон стадион Орчард парк, Њујорк |
| Б. Кембел (Т. Коноли, Д. Пејл) (21:25) |                                   | К. Армстронг (С: Кросби) (0:21) С: Кросби (ПЕН) | Ралф Вилсон стадион Орчард парк, Њујорк |